# La llotja (Renoir)
La llotja és una pintura a l'oli d'Auguste Renoir el 1874 i que s'exposa a la Courtauld Gallery de Londres. És considerada una de les seves obres mestres.
Els models d'aquest quadre són Edmond Renoir, germà del pintor i Nini Lopez Gueule de Raie) que va posar per primera vegada per a Renoir. L'Edmond fa servir les seves ulleres d'òpera per observar el públic mentre Nini López sosté les seves a la mà, els ulls lleugerament borrosos com si sabés que està observada.
Aquesta obra va ser presentada per Renoir a l'exposició impressionista de 1874. Posteriorment es va mostrar a Londres en una exposició organitzada pel seu comerciant Paul Durand-Ruel. Va ser una de les primeres pintures impressionistes que es van mostrar a Anglaterra, però no es va vendre a cap de les exposicions. Va ser comprat l'any següent pel comerciant 'Père' Martin per 425 francs.